# باقر لاریجانی
باقر اردشیر لاریجانی (زادهٔ اردیبهشت ۱۳۴۰) پزشک ایرانی متخصص بیماری‌های داخلی و فوق تخصص بیماری‌های غدد درون‌ریز است. وی استاد ممتاز دانشگاه علوم پزشکی تهران و مؤسس و رئیس پژوهشگاه علوم غدد و متابولیسم دانشگاه علوم پزشکی تهران است.وی تنها فرزند هاشم آملی است که در پادشاهی عراق به دنیا نیامده است.

## تحصیلات
باقر لاریجانی فارغ‌التحصیل دکترای پزشکی عمومی از دانشگاه علوم پزشکی تهران در سال ۱۳۶۶ است. وی در همان دانشگاه دوره تخصص داخلی را در سال ۱۳۶۹ به پایان رساند و در سال ۱۳۷۲ درجه فوق‌تخصص در رشته بیمارهای غدد درون ریز را از دانشگاه علوم پزشکی تهران دریافت کرد. وی درجه فلوشیپ از کالج متخصصین بیماریهای غدد درون‌ریز آمریکا دریافت نموده و مدارک متعددی برای شرکت در دوره‌های آموزشی مختلف در کشورهای فرانسه، دانمارک، انگلیس، ایتالیا و کانادا اخذ نموده است.

## سوابق اجرایی
باقر لاریجانی در سمتهای مختلفی همچون رئیس دانشگاه علوم پزشکی تهران، رئیس شورای سیاستگذاری وزارت بهداشت، درمان و آموزش پزشکی، قائم مقام رئیس دانشگاه آزاد اسلامی در حوزه علوم پزشکی و معاونتهای مختلف وزارت بهداشت، درمان و آموزش پزشکی جمهوری اسلامی ایران فعالیت نموده و نقشی کلیدی در تدوین اسناد ملی بالادستی همچون نقشه جامع علمی کشور و نقشه سلامت ملی ایفا کرده است. در سال ۱۳۹۸ وی طی حکمی به عنوان مشاور عالی وزیر بهداشت، درمان و آموزش پزشکی منصوب شد و در سمت‌های نائب رئیس شورایعالی اخلاق پزشکی و کمیته ملی پیشگیری و مدیریت بیماری‌های غیرواگیر فعالیت دارد. لاریجانی در عرصه‌های بین‌المللی نیز با سازمانهای جهانی همچون سازمان جهانی بهداشت و انجمن بین‌المللی پوکی استخوان همکاری داشته است.

## دستاوردهای علمی
بر اساس گزارش پایگاه علمی بین‌المللی Scopus بیش از ۱۶۰۰۰ بار به مقالات لاریجانی استناد شده است (h-index: 103). در وبسایت آکادمیک جهانی Google Scholar، وی با حدود ۳۰۰۰۰ استناد و h-index=۷۴ به عنوان یکی از پر استنادترین پژوهشگران معرفی شده است. وی عضو فرهنگستان علوم پزشکی است و در سال ۱۳۸۹ به عنوان چهره ماندگار کشور در حوزه علوم پزشکی انتخاب شد. باقر لاریجانی از سال ۲۰۱۱ تاکنون توسط پایگاه اطلاعات علمی Essential Sciences Indicators، در فهرست یک‌درصد دانشمندان برتر جهان قرار گرفت.
در سال ۲۰۱۸ لاریجانی به دلیل فعالیت‌های کشوری در پیشگیری و درمان پوکی استخوان به دریافت مدال از کمیته انجمن‌های ملی بنیاد بین‌المللی پوکی استخوان (IOF) نائل شد. در زمینه کنترل دیابت نیز در سال ۲۰۱۷ جایزه حلقه طلایی دیابت از طرف بنیاد پایش بیماری دیابت ایتالیا به وی اهدا شد. جایزه کویت نیز در سال ۲۰۱۳ برای کنترل مؤثر بیماریهای غیرواگیر شامل دیابت، بیماریهای قلبی عروقی و سرطان از طرف منطقه شرق مدیترانه سازمان جهانی بهداشت به باقر لاریجانی تعلق گرفت.
لاریجانی سردبیر مجله‌های Journal of Diabetes and Metabolic Disorders ,Journal of Medical Ethics and History of Medicine، مجله اخلاق و تاریخ پزشکی و مجله دیابت و لیپید ایران می‌باشد. لاریجانی همچنین در کمیسیون‌ها و ژورنالهای بین‌المللی متعددی همچون ژورنال لنست مشارکت دارد. وی به عنوان عضو ثابت کمیسیون چاقی لنست از سال ۲۰۱۶ با این کمیسیون همکاری داشته است. این کمیسیون که با همکاری ۴۰ دانشمند از سراسر جهان به بررسی عوامل مشترک مؤثر بر چاقی و گرمایش زمین پرداخته است گزارش خود را در سال ۲۰۱۹ در ژورنال لنست منتشر کرد. در پروژهای دیگر لاریجانی به عنوان نویسنده مسئول در نگارش مقاله جامعی به نام «ایران در حال گذار» که درسال ۲۰۱۹ در ژورنال لنست منتشر شد با گروهی از دانشمندان ایرانی در عرصه جهانی همکاری نمود.
در خرداد ۱۳۹۹ با رای کمیته علمی انجمن متخصصان بالینی غدد درون ریز آمریکا (AACE)، لاریجانی، برنده جایزه سالانه «پزشک بالینی بین‌المللی» این انجمن شد. این جایزه به پاس دانش، تجربه، دستاوردها و خدمات وی در زمینه‌های تشخیص و ارائه مراقبت‌های بالینی به افراد مبتلا به بیماری‌های غدد درون ریز اهدا شده است.

## زندگی شخصی
لاریجانی شوهر فاطمه حسن زاده آملی، دختر حسن حسن‌زاده آملی، فقیه و فیلسوف اسلامی است. 
باقر اردشیر لاریجانی در تابستان ۱۳۹۶ بر اساس رده‌بندی «مهارت شخصی» به عنوان پزشک، به عنوان مقیم دائم به همراه زن و پسرش وارد کانادا شد.  مقیمان دائم این کشور ملزند حداقل ۷۳۰ روز طی هر پنج سال در این کشور حضور داشته باشند، طبق بیانیه دولت کانادا بر اساس حکم صادره در تاریخ ۵ بهمن سال ۱۴۰۲ باقر اردشیر لاریجانی به این دلیل که تنها ۳۰۰ روز در پنج سال اخیر را در این کشور به سر برده به اخراج از این کشور محکوم شد.